# Oliver Knight (wielrenner)
Oliver Knight (Bedford, 25 januari 2001) is een Brits wielrenner die in 2024 prof werd bij Cofidis.

## Carrière
Als belofte reed Knight voor AVC Aix-en-Provence, een Frans amateurteam. In het najaar van 2022 liep hij stage bij UAE Team Emirates, maar tot een profcontract kwam het niet. In 2023 behaalde Knight meerdere overwinningen en ereplaatsen in het Franse amateurcircuit, waarna Cofidis hem een stage aanbood. Na zijn stage werd hij in 2024 prof bij diezelfde ploeg. Zijn debuut in de World Tour maakte hij in januari van dat jaar, toen hij aan de start stond van de Tour Down Under. In de tweede etappe gaf hij op.

## Palmares
2023
Tour de Basse-Navarre
Trophée de l'Essor
Chrono 47
2e etappe Tour de Côte d'Or
2025
2e etappe Ronde van Wallonië

### Resultaten in voornaamste wedstrijden
|      | \| Jaar \| Parijs-Roubaix \| \| ---- \| -------------- \| \| 2025 \| opgave \| |
| Jaar | Parijs-Roubaix                                                                 |
| 2025 | opgave                                                                         |

### Resultaten in kleinere rondes
| Jaar | Tour Down Under | Critérium du Dauphiné | Benelux Tour | Ronde van Guangxi |
| ---- | --------------- | --------------------- | ------------ | ----------------- |
| 2024 | opgave          | opgave                | opgave       | 95e               |

(*) tussen haakjes aantal individuele etappeoverwinningen

## Ploegen
- 2022 –  UAE Team Emirates (stagiair vanaf 1 augustus)
- 2023 –  Cofidis (stagiair vanaf 1 augustus)
- 2024 –  Cofidis
- 2025 –  Cofidis

Ackermann · Almeida · Ardila · Ayuso · Bennett · Bjerg · Brunel (tot 2/6) · Costa · Covi · Fisher-Black · Formolo · Gaviria · Gibbons · Groß · Hirschi · Hodeg · Laengen · Majka · McNulty · Mirza · Molano · I. Oliveira · R. Oliveira · Pogačar · Polanc · Richeze · Soler · Suter · Trentin · Troia · Ulissi · Andersen (stagiair) · Kluckers (stagiair) · Knight (stagiair)
Allegaert · Bidard · Carvalho · Champion · Cimolai · Consonni · Coquard · Delettre · Fernández · Finé · Geschke · Jesús Herrada · José Herrada · Izagirre · Kreder · Lafay · Lastra · Mariault · Martin · Noppe · Perez · Périchon · Renard · Rochas · Thomas · Toumire · Wallays · Walscheid · Wood · Zingle · Gudnitz (stagiair) · Knight (stagiair) · Larmet (stagiair)
Allegaert · Aniołkowski · Champion · Coquard · De Gendt · Debeaumarché · Elissonde · Fernández · Finé · Fretin · Geschke · Gougeard · Hermans · Herrada · G. Izagirre · J. Izagirre · Knight · Lastra · Mahoudo · Mariault · Martin · Noppe · Oldani · Perez · Renard · Robeet · Thomas · Toumire · Wood · Zingle · Coppens (stagiair) · Gruszczynski (stagiair) · Larmet (stagiair)
Allegaert · Aniołkowski · Aranburu · Buchmann · Carr · Coquard · De Gendt · Debeaumarché · Ferron · Finé · Fretin · Herrada · Izagirre · Izquierdo · Knight · Lastra · Maas · Mahoudo · Maisonobe · Moniquet · Oldani · Ourselin · Perez · Renard · Robeet · Samitier · Teuns · Thomas · Toumire · Touzé